# Dennstaedtia davallioides
Dennstaedtia davallioides là một loài dương xỉ trong họ Dennstaedtiaceae. Loài này được T. Moore mô tả khoa học đầu tiên..

## Hình ảnh

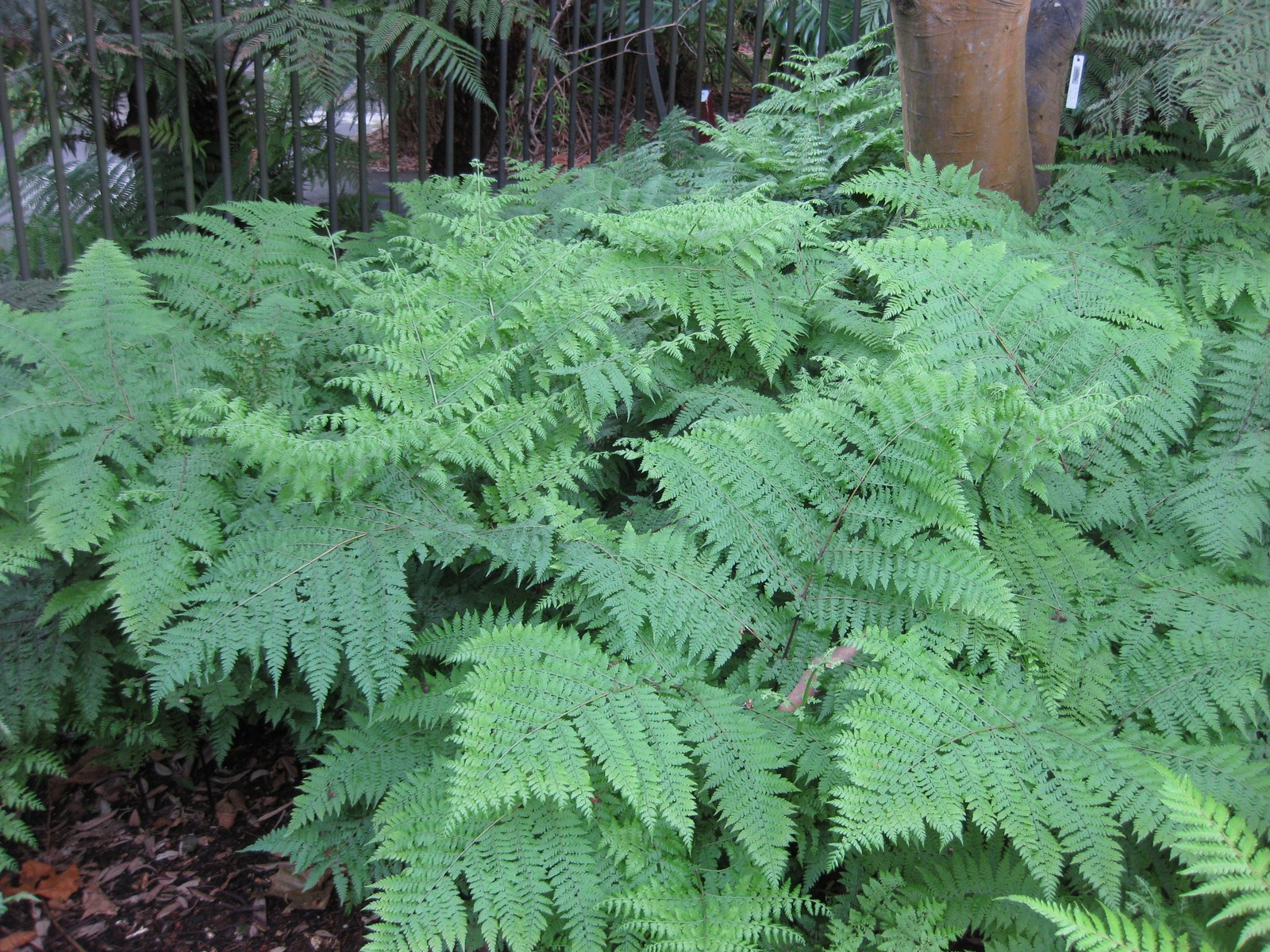
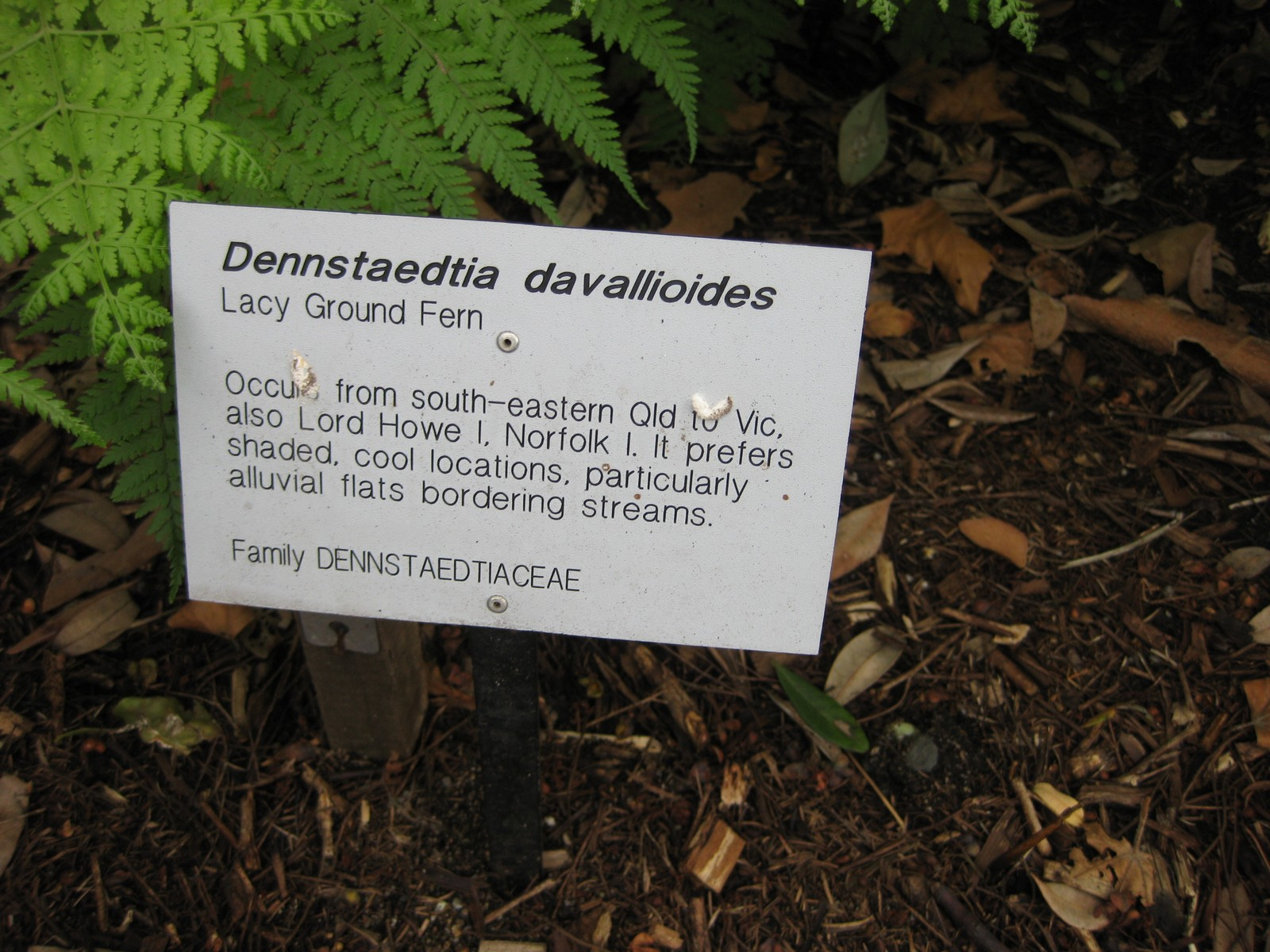